# Javier (Spagna)
Javier (in basco Xabier) è un comune spagnolo di 114 abitanti situato nella comunità autonoma della Navarra. 
È famosa principalmente per essere la città dove nacque San Francesco Saverio, nell'omonimo castello e non va confusa con la sua città gemella di San Javier (Murcia).
Il vecchio municipio  di Peña con il suo complesso storico appartiene all'attuale territorio municipale di Javier.

## Storia
Non è possibile, in larga misura, dissociare l'evoluzione storica della città di Javier dal suo castello, il forte legame tra il nome e la fortezza fa quasi dimenticare l'esistenza del paesino. 
Negli anni '60, fu costruito un paese nuovo, per dare servizi fino ad allora inesistenti. Bisogna ricordare che fino all'inizio del XX secolo era un piccolo feudo e gli abitanti erano al servizio dei signori di Javier.

## Epoca antica e medievale
Vicino alla posizione attuale, ci sono diversi rilievi sulle alture di Javier, come El Castellar, a est. In questo punto si trovava il castro del Castellar, alto 621 metri e con un perimetro di 182 metri, protetto su tre lati da mura su pendii inclinati che ne facilitavano la difesa. Si ritiene che vi sia una popolazione stanziale dal V secolo a. C. con vestigia confermate di tradizione celtica mista a successive ceramiche iberiche, nonché romana con terra sigillata. La sua posizione geostrategica, con visibilità di Leire, Rocaforte, Gallipienzo, Ujué e Sos del Rey Católico spiega la permanenza del nucleo abitato.
Nel X secolo, con le vittoriose campagne di Sancho Garcés I, nativo di Rocaforte, l'antica Sangüesa, facilitarono lo spostamento del pericoloso confine con i musulmani, avanzando verso le Bardenas e le rive dell'Aragona, Arga ed Ega, allontanando il pericolo e portando a un mutamento della popolazione del Castellar da un luogo alto, e scomodo, ad un altro più comodo. Ne sono sorte così tre nelle vicinanze: Ull (un colle a due km da Sangüesa), Lerda, tra il vallone di Javier e Valdonsella e una terza località che «ricevette il nome significativo di Echeberri, Echeverri, Xabierre, Xavier. Javier: “nuova casa” in basco o euskera». Nel 1521 il Castellar era ancora ricordato dai pastori di Roncal come l'antica località di Javier.
Nel 1035 si sa che Javier e la regione appartenevano al regno di Pamplona, ma l'eredità di Sancho Garcés III, el Mayor, in cui Ramiro ricevette il territorio dell'Aragona, comprendeva Valdonsella (con Sangüesa e la valle di Javier-Undués incluso). Questa situazione durò fino al 1076, quando Pamplona e Aragona ebbero un solo re, Sancho Ramírez, e i confini furono diluiti.
Nel 1217 Javier appare nelle mani del nobile di Alava, della famiglia Vela, il signor Ladrón. Era stato suo padre, Pedro Ladrón, a guidare l'attacco aragonese contro la Navarra nel 1198. Il dominio di Javier avrebbe potuto essere il premio che Pedro II d'Aragona gli concesse per tali servizi. Dopo varie vicissitudini e prestiti, finì nelle mani dello stesso re Sancho el Fuerte e, quindi, lo aiutò a rafforzare i confini del regno.
Nel tempo questo dominio, appartenente agli Aznarez de Sada, finì nella famiglia materna di Francisco de Javier. Sua madre, María de Azpilicueta, nacque qui nel 1464 e, come erede del suo lignaggio, quando sposò Juan de Jaso intorno al 1483,16 divennero signori di Javier, Azpilicueta e Idocin.

## Età contemporanea
Il centro storico si trovava su quella che attualmente è la spianata del castello. 
Era una città di carattere feudale, appartenente ai Signori di Javier. Nel 1964, su raccomandazione di padre José María Recondo, e per dare servizi moderni ai cittadini, fu costruito un nuovo nucleo urbano, prima della demolizione del vecchio avvenuta nel 1965, per guadagnare spazio di fronte del castello.
Questo di fronte al crescente afflusso di pellegrini e turisti. 
Il 6 novembre 1982, Papa Giovanni Paolo II ha visitato la città di Javier durante la sua prima visita pastorale in Spagna. In quell'occasione furono contati 80 000 pellegrini.
Dal 1984 questa città è gemellata con San Javier (Murcia).

## Monumenti civili
- Il Castello di Javier i cui tre piani ospitano il museo del suo santo, la sua vita, così come la storia del castello stesso.
- La Basilica di San Francesco Saverio, annessa al castello, tanto da esserne parte integrante ed ovviamente imprescindibile.

Il Castello di Javier è luogo di un grande pellegrinaggio annuale; all'inizio di marzo, in onore del santo patrono della Navarra, popolarmente chiamato Javierada.
La Javierada è uno dei pellegrinaggi più importanti celebrati in Spagna, per il numero di partecipanti e per la sua influenza religiosa. Si tiene in onore di San Francesco Saverio, nato in questo paesino. Sebbene per la maggior parte e per tradizione i pellegrini arrivino a Javier a piedi, da diversi anni molti arrivano in bicicletta edd altri mezzi.
- La scultura di San Francesco Saverio, dello scultore Faustino Aizkorbe, nella Plaza del Santo, di fronte al municipio.